# دیوید دیونیگی
دیوید دیونیگی (انگلیسی: Davide Dionigi؛ زادهٔ ۱۰ ژانویهٔ ۱۹۷۴) بازیکن فوتبال اهل ایتالیا است.
از باشگاه‌هایی که در آن بازی کرده‌است می‌توان به باشگاه فوتبال رجینا، باشگاه فوتبال اسپتزیا، باشگاه فوتبال فیورنتینا، باشگاه فوتبال آ.ث. میلان، باشگاه فوتبال مودنا، باشگاه فوتبال تورینو، باشگاه فوتبال پیاچنزا، باشگاه فوتبال باری، باشگاه فوتبال کروتونه، باشگاه فوتبال سمپدوریا، باشگاه فوتبال رجانا، باشگاه فوتبال کومو، باشگاه فوتبال ویچنزا، باشگاه فوتبال ناپولی، و باشگاه فوتبال ترنانا اشاره کرد.
وی همچنین در تیم‌های ملی فوتبال زیر ۲۱ سال ایتالیا بازی کرده‌است.